# Вознесенско-Феодосиевская церковь (Пермь)
Вознесенско-Феодосиевская церковь — православный храм в Перми, один из последних построенных в городе до революции. Первоначально она называлась церковью Вознесения Господня, или просто Вознесенской. В наши дни она более известна под названием «Феодосиевская церковь». Её народное название — «купеческая» — сейчас почти забыто. С 1991 года возвращена верующим, в наши дни там находится приход Вознесения Господня Пермской епархии Русской православной церкви.

## История
10 апреля 1902 года из пермской духовной консистории была выдана книга записи прихода и расхода денежных сумм комитету по построению нового храма. На постройку церкви жертвовались значительные суммы. Некоторые суммы, от 30 до 200 рублей, церковь получила по завещаниям горожан.

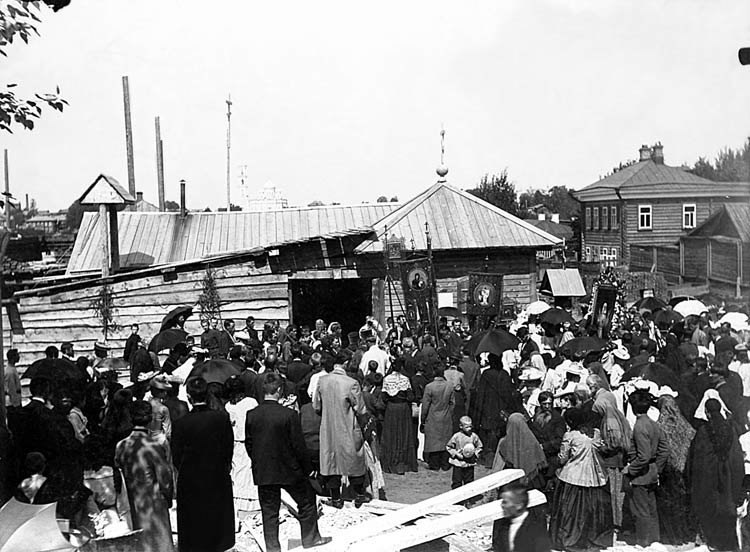
Закладка Вознесенской (Феодосиевской) церкви, 1903 год

13 мая 1903 года была выдана грамота епископа Пермского и Соликамского Иоанна на закладку нового храма. Место для строительства выделил и передал в дар купец Александр Павлович Бабалов. 15 мая 1903 года совершена закладка храма на углу Екатерининской и Ирбитской улиц. Проект составил А. И. Ожегов.
В 1904 году здание было закончено и в нижнем этаже был освящён престол во имя преподобного Серафима Саровского. С 1904 по 1918 год настоятелем храма был Стефан Михайлович Богословский. В эти годы приход был одним из самых крупных в Перми, доходы храма составляли более 8 тыс. рублей. Затем община распалась в связи с расколом в Русской православной церкви. Возникли две группы — «григорьевцы» и «сергиевцы». В 1927 году часть прихожан обратилась в горисполком с просьбой о регистрации новой общины.
Храм оказался в руках так называемых «григорьевцев», другая же часть прихожан не хотела посещать храм в силу своих убеждений. В 1928 году администрация города передала здание более «благонадёжной» общине. В 1929 году уже «григорьевцы» обращались к властям, но в возвращении храма им было отказано.
В 1930 году было решено изъять здание у общины «сергиевцев». Сначала в здании находилось общежитие, а затем его перестроили под хлебозавод, который был запущен в эксплуатацию в 1934 году.
Ещё в конце 1970-х годов городские власти вывели из церкви хлебозавод и начали реставрацию фасадов. Планировалось разместить в здании органный зал. Реставрация, однако, длилась очень долго. В 1991 году церковь была возвращена верующим. Над главным входом в храм был установлен барельеф с ликом Спасителя. 8 апреля 2004 года здание храма было дополнено архитектурной подсветкой.
Облик церкви — один из самых известных видов Перми.